# Vicente de Romero y Baldrich
Vicente de Romero y Baldrich (Sevilla, 1836 – Barcelona, 7 d'octubre de 1891) fou un advocat i polític català d'origen andalús.

## Trajectòria
Fou fill de José Romero i de Francesca Baldrich, originària del Baix Camp. El 1855 la seva família es va establir a Gràcia. Es llicencià en dret i va escriure llibres sobre heràldica i sobre la inquisició.
El 1879 a publicar a La Mañana el fulletó La cuestión de los trigos, on demanà solucions proteccionistes contra la compra de blat estranger, posició que defensà en un banquet dels liberals celebrat per Víctor Balaguer a Barcelona l'octubre de 1880. El 30 d'octubre de 1880 també presidí la reunió d'alcaldes dels pobles del pla de Barcelona per tal d'analitzar el projecte d'agregació. També fou vocal de l'Ateneu Barcelonès.
El desembre de 1881 va presidir l'acte inaugural del Congrés Català de Jurisconsults a la Universitat de Barcelona. Poc després fou elegit diputat pel districte de Gràcia del Partit Liberal Fusionista a les eleccions generals espanyoles de 1881. Alhora fou secretari de la junta inspectora del Banco de Crédito Mercantil i president de la Mutua de Depósitos y Amortizaciones. També fou soci honorari del Centre Industrial de Catalunya.
Vidu de Maria Assumpta de Gispert, morí d'angina de pit a Barcelona l'octubre de 1891.